# Calze a rete

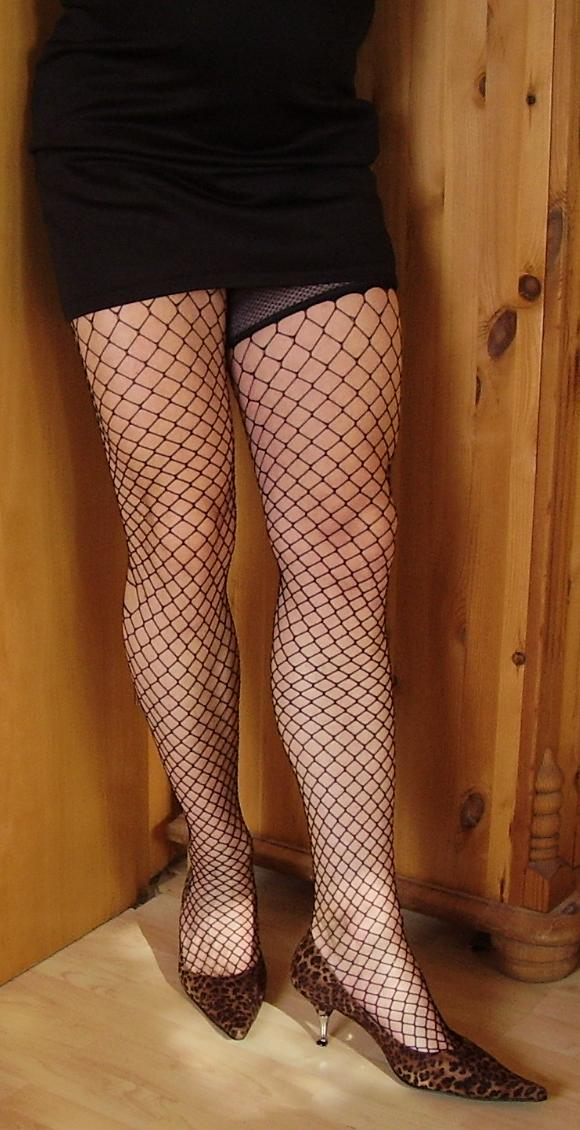
Calze a rete

Le Calze a rete (In inglese: Fishnet stockings) sono un tipo di calza che è progettato per assomigliare a una rete. Di solito sono realizzate in nylon o lycra e sono spesso indossate con reggicalze, ma sono disponibili anche come autoreggenti e collant.